# Cladonia cyathomorpha
Cladonia cyathomorpha är en lavart som beskrevs av Stirt. ex Walt. Watson. Cladonia cyathomorpha ingår i släktet Cladonia och familjen Cladoniaceae.  Arten är reproducerande i Sverige. Inga underarter finns listade i Catalogue of Life.